# Moravska divizija (Kraljevina Jugoslavija)
Moravska divizija je bila pehotna divizija Vojske Kraljevine Jugoslavije, ki je bila uničena med aprilsko vojno.
Divizijski štab je bil nastanjen v Nišu.

## Organizacija
1. september 1939
- štab (Niš)

- 1. pehotni polk (Vranje)
- 3. pehotni polk (Pirot)
- 16. pehotni polk (Niš)
- 10. samostojni artilerijski divizion (Niš)
- 26. artilerijski polk (Aleksinac)